# Eric Talén
Eric Talén, född omkring 1783, död 6 juni 1839, var en svensk ciselör och gördelmakare. 
Han var son till Anders Talén och Maria Elisabet Öhrlin och gift med Henrica (Henriette) Engelbrecht och far till Wladimir Apollonius Talén och Elise Arnberg. Talén var verksam i Stockholm som ciselör och gördelmakarmästare under gördelmakarämbetet i Stockholm 1813-1839. Han utförde ciseleringen på andra konstnärers arbeten och egna självständiga arbeten.  